# Heerema Marine Contractors
Heerema Marine Contractors (HMC) er en nederlandsk entreprenør, der primært kendes for at drive tre af verdens største kranskibe, der benyttes i offshore-industrien. I 2015 havde de 1.000 ansatte og en omsætning på 2,8 mia. euro.

## Historie
Heerema Marine Contractors blev etableret i 1948 af Pieter Schelte Heerema, som en mindre producent af olieboreplatforme i Venezuela.
I 1960'erne fokuserede de på offshore aktiviteter i Nordsøen.

## Flåde
Heerema ejer og driver følgende kranskibe:
- DCV Balder
- DCV Aegir
- SSCV Thialf
- SSCV Sleipnir
- Kolga tug
- Bylgia tug

Plus en antal pramme.